# Licancabur
Licancabur is een 5.916 meter hoge vulkaan gelegen op de grens van Bolivia en Chili. De dichtstbijzijnde stad is San Pedro de Atacama, die ongeveer 50 km van de vulkaan is verwijderd. Van hieruit kan via de Paso de Jama de voet van de vulkaan worden bereikt, ongeveer op ongeveer 4.300 m hoogte aan de rand van de Andes en de Atacama-woestijn. Aan Boliviaanse zijde ligt aan de voet van de vulkaan de Laguna Verde.
De naam Licancabur is een woord uit de Kunza-taal, die door de oorspronkelijke bevolking werd gesproken. Het betekent Berg van de mensen.

## Kenmerken
Licancabur is herkenbaar door de zeer symmetrische vorm, de hellingshoek van de berg is bijna overal 30 graden. Hoewel de vulkaan zelf op een van de droogste plekken op aarde staat is de krater op de top gevuld met water: het hoogste meer ter wereld. Het meet ongeveer 70 bij 90 meter. Door het klimaat en de harde wind is de temperatuur van het water meestal 6 graden. Door de grote hoogte en ligging is de uv-straling op de top een van de sterkste op de aarde. Door deze barre omstandigheden is in het meer een uniek ecosysteem ontstaan van dieren die tegen de kou en straling bestand zijn. Met een hoogte van 5.916 meter is de vulkaan tevens een van de hoogste vulkanen ter wereld.

## Inca-periode
Vóór de ontdekking van het continent door de Spanjaarden werd Licancabur bewoond door de Inca's, die uitgebreide woonplaatsen in het gebied hadden. Op de top van de vulkaan liggen restanten van een van deze oude nederzettingen. De Inca's beschouwden deze vulkaan als heilig; in vroegere tijden was de vulkaan nog enigszins actief en om de god te kalmeren werden offers gebracht die in de krater werden gegooid. Ook gebruikten de Inca's de top van de vulkaan om te communiceren tussen andere bergen door grote vuren te maken op de vulkaantop.

## Uitbarstingen
De vulkaan is al lange tijd niet meer actief.